# Municipio de Tetiz
El municipio de Tetiz es uno de los 106 municipios del estado mexicano de Yucatán. Su cabecera municipal es la localidad homónima de Tetiz.

## Toponimia
El nombre del municipio, Tetiz, significa en lengua maya Seleccionar camotes, en donde Tet sería escoger, seleccionar e Iz, camote.

## Colindancia
El municipio de Tetiz colinda al norte con Hunucmá, al sur con Kinchil, al oriente con Samahil y Hunucmá y al poniente con el municipio de Celestún.

## Datos históricos
- La población de Tetiz, antes de la Conquista de Yucatán, perteneció al cacicazgo de Ah Canul
- 1700 a 1750 Durante la colonia, bajo el régimen de las encomiendas estuvo a cargo de Pablo de Aguilar y Alonso Hernández.
- 1825 formaba parte del Camino Real Bajo cuya cabecera era Hunucmá.
- 1874 se convierte en cabecera de su región
- 1918 con la promulgación de la Ley Orgánica de los Municipios en el gobierno de Salvador Alvarado se erige en cabecera del municipio libre de su mismo nombre.

## Economía
Tetiz es un municipio que, ubicado en la zona nor poniente del estado perteneció a la denominada zona henequenera de Yucatán porque sus tierras tienen la vocación agrícola para el cultivo del agave. Junto con los municipios circunvecinos se dedicó por muchos años hasta finales del siglo XX a la industria henequenera como principal actividad productiva.
Con la declinación de la agroindustria se dio en Tetiz, al igual que en los demás municipios de la zona henequenera, un proceso de diversificación de la actividad agrícola. Hoy en el territorio municipal se cultiva principalmente maíz, frijol y hortalizas.  Algunas variedades de chiles también se cosechan en la región.
Se da la cría de ganado bovino en pequeña escala, así como la de ganado porcino y aves de corral. También se practica la apicultura con buenos resultados.

## Atractivos turísticos
- Arquitectónicos: En la cabecera municipal hay un templo católico en el que se venera a San Bernardino, que data del siglo XVIII.
- Arqueológicos: Hay diversos vestigios de la cultura maya en varios puntos del municipio.
- Fiestas populares: Del 10 al 15 de agosto se celebra la fiesta en honor de la virgen de la Asunción, patrona del municipio. En tal ocasión se organizan gremios y procesiones, así como las tradicionales vaquerías.